# 드라마 (영화와 텔레비전)

바람과 함께 사라지다는 인기 로맨스 드라마 영화이다.

영화 및 텔레비전에서 드라마(drama)는 유머보다 진지한 분위기를 의도하는 이야기 허구 (또는 세미 픽션)의 범주 또는 장르이다. 이러한 종류의 드라마는 일반적으로 특정 슈퍼 장르, 매크로 장르 또는 마이크로 장르를 지정하는 추가 용어로 한정된다. 예를 들어 연속극, 경찰 범죄 드라마, 정치 드라마, 법률 드라마, 시대극, 가정 드라마, 틴 드라마, 코미디 드라마 (드라마디) 등이 있다. 이러한 용어는 특정 배경이나 주제를 나타내거나, 드라마의 진지한 분위기를 더 넓은 범위의 감정을 유도하는 요소와 결합하는 경향이 있다. 이러한 목적을 위해 드라마의 주요 요소는 갈등 — 정서적, 사회적 또는 기타 — 이 발생하고 스토리 라인에서 해결되는 것이다.
허구적인 이야기를 포함하는 모든 형태의 영화 또는 텔레비전은 배우가 재현(미메시스)하는 인물을 통해 스토리를 전달하는 경우 더 넓은 의미의 드라마 형태이다. 이러한 넓은 의미에서 드라마는 소설, 단편 소설, 서술적인 시 또는 노래와는 구별되는 방식이다. 현대에 들어, 영화나 텔레비전의 탄생 이전에 극장 내에서 "드라마"는 코미디도 비극도 아닌 연극의 한 종류였다. 영화 및 텔레비전 산업과 영화학이 채택한 것은 바로 이 좁은 의미이다. "라디오 드라마"는 두 가지 의미로 모두 사용되었다. 원래는 라이브 공연으로 송출되었지만, 라디오의 드라마틱한 결과물 중 더 고상하고 진지한 부분을 설명하는 데도 사용되었다.

## 영화와 텔레비전의 드라마 유형
스크린라이터 분류법(Screenwriters Taxonomy)은 영화 장르가 본질적으로 영화의 분위기, 인물, 스토리에 기반을 두고 있으므로 "드라마"와 "코미디"라는 명칭은 장르로 간주하기에는 너무 광범위하다고 주장한다. 대신, 이 분류법은 영화 드라마가 영화의 "유형"이라고 주장하며, 영화와 텔레비전 드라마의 최소 10가지 다른 하위 유형을 나열한다.

### 다큐드라마
다큐드라마는 실제 사건을 각색하여 드라마화한 것이다. 항상 완전히 정확하지는 않지만, 일반적인 사실은 거의 사실이다. 다큐드라마와 다큐멘터리의 차이점은 다큐멘터리는 실제 인물을 사용하여 역사나 시사 문제를 설명하는 반면, 다큐드라마는 전문 배우를 사용하여 현재 사건의 역할을 연기하며, 이는 약간 "드라마화"된다는 점이다. 예시: 블랙 메스 (2015) 및 조디악 (2007).

### 다큐픽션
다큐드라마와 달리 다큐픽션 영화는 다큐멘터리와 허구를 결합하여 실제 영상이나 실제 사건이 재현된 장면과 섞여 있다. 예시: 인테리어. 레더 바. (2013) 및 유어 네임 히어 (2015).

### 코미디 드라마
많은 진지한 작품들은 코믹 릴리프를 제공하기 위한 유머러스한 장면과 인물을 가지고 있다. 코미디 드라마는 진지한 내용과 함께 유머를 이야기의 더 중심적인 요소로 포함한다. 예시로는 세 가지 색: 화이트 (1994), 트루먼 쇼 (1998), 과거가 없는 남자 (2002), 베스트 엑조틱 메리골드 호텔 (2011), 실버라이닝 플레이북 (2012) 등이 있다.

### 하이퍼드라마
영화 교수 켄 댄시거가 고안한 이 이야기는 인물과 상황을 과장하여 우화, 전설 또는 동화가 되는 지경에 이른다. 예시: 판타스틱 Mr. 폭스 (2009) 및 말레피센트 (2014).

### 가벼운 드라마
가벼운 드라마는 경쾌한 이야기이지만, 그럼에도 불구하고 본질적으로 진지하다. 예시: 헬프 (2011) 및 터미널 (2004).

### 심리 드라마
심리 드라마는 등장인물의 내면 생활과 심리적 문제에 초점을 맞춘 드라마이다. 예시: 레퀴엠 (2000), 올드보이 (2003), 바벨 (2006), 위플래쉬 (2014), 아노말리사 (2015).

### 풍자 드라마
풍자에는 유머가 포함될 수 있지만, 그 결과는 일반적으로 재미와는 거리가 먼 날카로운 사회적 논평이다. 풍자는 종종 아이러니나 과장을 사용하여 사회나 사회 이념에 영향을 미치는 개인의 결함을 폭로한다. 예시: 땡큐 포 스모킹 (2005) 및 이디오크러시 (2006).

### 정극
정극은 드라마에 대한 특정 접근 방식을 시도하지 않고, 코미디 기법의 부족으로 드라마를 간주하는 경우에 적용된다. 예시: 판타스틱 소녀백서 (2001) 및 폭풍의 언덕 (2011).

### 비극
초기 극장의 대부분의 비극처럼 비극은 일반적으로 불운한 사건들의 연속으로 인해 주인공(때로는 조연)의 몰락이나 고통에 초점을 맞추며, 종종 영화나 텔레비전 시리즈의 끝에서 그들의 죽음으로 절정에 이른다. 예시: 엘리펀트 맨 (1980), 반딧불이의 묘 (1988), 그린 마일 (1999), 미스트 (2007), 줄무늬 파자마를 입은 소년 (2008).

## 유형/장르 조합
스크린라이터 분류법(Screenwriters' Taxonomy)에 따르면, 모든 영화 설명은 해당 유형(코미디 또는 드라마)을 11가지 슈퍼 장르 중 하나(또는 그 이상)와 결합해야 한다. 이러한 조합은 별도의 장르를 만들지 않고, 오히려 영화를 더 잘 이해할 수 있게 해준다.
분류법에 따르면, 유형과 장르를 결합한다고 해서 별도의 장르가 생성되는 것은 아니다. 예를 들어, "호러 드라마"는 단순히 극적인 공포 영화일 뿐이다(코미디 호러 영화와는 반대). "호러 드라마"는 호러 장르나 드라마 유형과 별개의 장르가 아니다.

### 범죄 드라마
범죄 드라마는 진실, 정의, 자유의 테마를 탐구하며 "범죄자 대 법 집행자"라는 근본적인 이분법을 포함한다. 범죄 영화는 관객을 일련의 정신적 "장애물"을 통과하게 만들며, 범죄 드라마가 관객과 주인공을 긴장하게 만들기 위해 언어적 곡예를 사용하는 것은 드문 일이 아니다.
범죄 드라마의 예시로는 대부 (1972), 차이나타운 (1974), 좋은 친구들 (1990), 유주얼 서스펙트 (1995), 그리고 빅쇼트 (2015) 등이 있다.

### 판타지 드라마
에릭 R. 윌리엄스에 따르면, 판타지 드라마 영화의 특징은 "경이로움의 감각으로, 일반적으로 신화 속 생물, 마법 또는 초인적인 인물이 거주하는 시각적으로 강렬한 세계에서 펼쳐진다. 이 영화 속 소품과 의상은 종종 고대, 미래 또는 다른 세계의 신화와 민속을 암시한다. 의상뿐만 아니라 이국적인 세계는 주인공이 이야기에서 직면하는 개인적인 내면의 갈등을 반영한다."
판타지 드라마의 예시로는 반지의 제왕 (2001~2003), 판의 미로 (2006), 괴물들이 사는 나라 (2009), 라이프 오브 파이 (2012)가 있다.

### 공포 드라마
공포 드라마는 종종 중심 인물들이 사회의 나머지 부분과 고립되어 있는 이야기를 다룬다. 이 인물들은 종종 십대 또는 20대 초반 (장르의 주요 관객)이며, 결국 영화 진행 중에 죽임을 당한다. 주제적으로 공포 영화는 종종 도덕극의 역할을 하며, 살인자는 피해자들의 과거 죄에 대한 폭력적인 속죄를 제공한다. 비유적으로 이것들은 선과 악 또는 순수와 죄의 싸움이 된다.
싸이코 (1960), 샤이닝 (1980), 컨저링 (2013), 그것 (2017), 마더! (2017), 유전 (2018)은 공포 드라마 영화의 예시이다.

### 생활 드라마 (일상)
일상 영화는 한 사람의 삶에서 작은 사건들을 가져와 그 중요성을 높인다. "삶의 작은 일들"은 주인공(그리고 관객)에게 액션 영화의 절정 전투나 서부극의 마지막 총격전만큼이나 중요하게 느껴진다. 종종 주인공은 영화 진행 중에 여러 개의 중첩되는 문제들을 다룬다. – 마치 우리가 삶에서 하는 것처럼.
이러한 유형/장르 조합의 영화로는 더 레슬러 (2008), 오스카 그랜트의 어떤 하루 (2013), 로크 (2013), 더 그레이트 뷰티 (2013), 그리고 The Last Beautiful Thing (2025) 등이 있다.

### 로맨스 드라마
로맨스 드라마는 사랑에 대한 우리의 믿음을 강화하는 중심 주제(예: "첫눈에 반하는 사랑", "사랑은 모든 것을 이긴다", 또는 "모든 사람을 위한 누군가가 있다"와 같은 주제)를 가진 영화이며, 이야기는 일반적으로 사랑에 빠지는(그리고 헤어지고, 다시 사랑에 빠지는) 등장인물들을 중심으로 전개된다.
애니 홀 (1977), 노트북 (2004), 캐롤 (2015), 그녀 (2013), 위대한 개츠비 (2013), 라라랜드 (2016)가 로맨스 드라마의 예시이다.

### SF 드라마
SF 드라마 영화는 종종 주인공(과 그들의 동맹)이 인류의 미래를 바꿀 잠재력이 있는 "알 수 없는 것"에 맞서는 이야기이다. 이 알 수 없는 것은 이해할 수 없는 힘을 가진 악당, 우리가 이해할 수 없는 생명체, 또는 세상을 바꿀 위협이 되는 과학적 시나리오로 표현될 수 있다. SF 스토리는 관객에게 인간 존재의 본질, 시간 또는 공간의 한계, 또는 인간 존재의 개념 전반을 고찰하도록 강요한다.
예시로는 메트로폴리스 (1927), 혹성탈출 (1968), 시계태엽 오렌지 (1971), 블레이드 러너 (1982) 및 그 속편인 블레이드 러너 2049 (2017), 칠드런 오브 맨 (2006), 인터스텔라 (2014), 컨택트 (2016)가 있다.

### 스포츠 드라마
스포츠 슈퍼 장르에서는 인물들이 스포츠를 한다. 주제적으로, 이야기는 종종 "우리 팀" 대 "상대 팀"의 대결이다. 상대 팀은 항상 이기려 할 것이고, 우리 팀은 세상에 자신들이 인정받거나 구원받을 자격이 있음을 보여줄 것이다. 이야기가 항상 팀을 포함해야 하는 것은 아니다. 이야기는 개인 운동선수에 관한 것일 수도 있고, 팀에서 뛰는 개인에 초점을 맞출 수도 있다.
이 장르/유형의 예시로는 허슬러 (1961), 후지어 (1986), 리멤버 타이탄 (2000), 머니볼 (2011) 등이 있다.

### 전쟁 드라마
전쟁 영화는 일반적으로 고립된 소수의 개인들이 외부의 힘에 의해 하나둘씩 (문자적으로든 비유적으로든) 살해당하다가 결국 죽음을 불사하는 마지막 싸움을 벌이는 이야기이다. 주인공들이 죽음에 직면하는 것은 전쟁 드라마 영화의 핵심 기대 요소이다. 전쟁 영화에서 적이 영웅보다 수적으로나 힘으로 우위에 있을지라도, 영웅이 방법을 알아내기만 하면 적을 물리칠 수 있다고 가정한다.
예시로는 지옥의 묵시록 (1979), 캄앤씨 (1985), 브레이브하트 (1995), 인생은 아름다워 (1997), 블랙북 (2006), 허트 로커 (2008), 1944 (2015), Wildeye (2015), 1917 (2019)가 있다.

### 서부 드라마
서부극 슈퍼 장르의 영화는 종종 미국 남서부 또는 멕시코를 배경으로 하며, 경치 좋은 풍경을 만끽할 수 있도록 많은 장면이 야외에서 펼쳐진다. 관객을 위한 본능적인 기대치에는 주먹 싸움, 총격전, 추격 장면이 포함된다. 또한 일몰, 광활한 풍경, 끝없는 사막과 하늘을 포함한 시골의 장엄한 파노라마 이미지에 대한 기대도 있다.
서부 드라마의 예시로는 진정한 용기 (1969)와 그 2010년 리메이크, 매드 맥스 (1979), 용서받지 못한 자 (1992), 노인을 위한 나라는 없다 (2007), 장고: 분노의 추적자 (2012), 로스트 인 더스트 (2016), 로건 (2017) 등이 있다.

## 오인된 범주
"코미디" 또는 "드라마"라는 단어를 사용하는 일부 영화 범주는 스크린라이터 분류법에서 영화 장르 또는 영화 유형으로 인정되지 않는다. 예를 들어, "멜로드라마"와 "스크루볼 코미디"는 경로로 간주되는 반면, "로맨틱 코미디"와 "가족 드라마"는 매크로 장르이다.

### 가족 드라마
스크린라이터 분류법의 매크로 장르. 이 영화들은 중심 인물들이 대부분 친척 관계인 이야기를 다룬다. 이야기는 가족 전체가 중심적인 도전에 어떻게 반응하는지를 중심으로 전개된다. 가족 드라마에는 가족 유대, 가족 불화, 가족 상실, 가족 불화의 네 가지 마이크로 장르가 있다.

### 멜로드라마
관객의 고조된 감정에 호소하는 줄거리를 사용하는 드라마 영화의 하위 유형. 멜로드라마적인 줄거리는 종종 "인간 감정의 위기, 실패한 로맨스 또는 우정, 긴장된 가족 상황, 비극, 질병, 신경증, 또는 정서적 및 신체적 고난"을 다룬다. 영화 평론가들은 때때로 "비현실적이고, 연민으로 가득 찬, 캠프적인 로맨스 또는 상투적인 인물(종종 중심 여성 인물 포함)이 나오는 국내 상황에 대한 이야기를 경멸적으로 표현하여 여성 관객에게 직접적으로 호소할 수 있다"는 의미로 사용한다. 또한 "여성 영화", "눈물 빼는 영화", 신파극, 또는 "칙 플릭"이라고도 불린다. 남성 관객을 대상으로 하는 경우 "남자 울음" 영화라고 불린다. 종종 "연속극" 드라마로 간주된다.

### 전례극 / 종교극 / 기독교 드라마
종교적 인물, 신비극, 신념 및 존중에 초점을 맞춘다.

### 범죄 드라마 / 경찰물 / 법률 드라마 / 법정 드라마
범죄자, 법 집행 기관 및 법률 시스템과 관련된 주제에 기반한 캐릭터 개발.

### 시대극
역사적 사건에 초점을 맞춘 영화.

### 의학 드라마
의사, 간호사, 병원 직원, 구급차가 희생자를 구하는 이야기와 그들의 일상생활에서의 상호작용에 초점을 맞춘다.

### 틴 드라마
십대 인물에 초점을 맞추며, 특히 중등학교 배경이 중요한 역할을 하는 경우.

## 같이 보기
- 시민극
- 극적 구조
- 연속극
- 희비극
- 드라마